# Asha Gelle Dirie
Asha Gelle Dirie (en somali : Caasha Geelle Diriye, en arabe : آشا جيلي ديري), est une femme politique somalienne et une militante pour les droits des femmes. De 2005 à 2012, elle est ministre de la condition féminine et des affaires familiales de l'État autonome du Pount, dans le nord-est de la Somalie. Asha Gelle Dirie est également la fondatrice et directrice générale de la fondation Asha Gelle (Fondation TAG). Par ailleurs, elle a été la présidente de la commission de révision et de mise en œuvre de la Constitution (en) de la Somalie, entre 2014 et 2015.

## Source de la traduction
- (en) Cet article est partiellement ou en totalité issu de l’article de Wikipédia en anglais intitulé « Asha Gelle Dirie » (voir la liste des auteurs).